# Something (pesem)
»Something« je pesem, ki jo leta 1969 za album Abbey Road napisal član skupine The Beatles George Harrison. Velja za eno najlepših romantičnih pesmi vseh časov.